# 弗拉基米爾·卡普佩爾

弗拉基米尔·卡普佩尔

弗拉基米尔·奥斯卡洛维奇·卡普佩尔（俄语：Влади́мир О́скарович Ка́ппель，1883年4月28日—1920年1月26日），俄罗斯帝国将领、俄国白军领袖。
第一次世界大战期间，他是第347步兵团的参谋和第一军参谋部军官。十月革命后，卡普佩尔自称是一个保皇派人物，会站在任何一面旗帜之下反对布尔什维克，他曾领导科穆奇人民军。1919年12月，他宣誓效忠于亚历山大·高尔察克。高尔察克因被出卖而在伊尔库茨克遭到布尔什维克的处决后，他发起西伯利亚冰雪大行军，撤退到赤塔。在此期间，他因为严重的冻伤而死去。
其遗体后来被白俄移民带往哈尔滨伊维尔教堂安葬。2006年12月14日，经中国政府同意，俄罗斯派人挖掘卡普佩尔遗体。2006年12月19日，卡佩尔将军的遗骸从中国送往俄罗斯伊尔库茨克。2007年1月13日，改葬于莫斯科的顿河修道院。